# Boloria euphrosyne
Boloria euphrosyne es un insecto lepidóptero ropalócero de la familia Nymphalidae. (Linnaeus, 1758).

## Descripción
La doncella cobriza es color leonado con lunares negros en el anverso de sus alas, las cuales son de 38-46 mm. El envés de las alas posteriores del insecto son color rojizo y tienen una fila de marcas perladas en los márgenes (que le da su nombre pearl-border en inglés). Es muy común confundirla con Boloria selene, pero puede ser distinguida de esta última por el triángulo a lo largo de su perlado borde (mientras que la B. selene tiene galones en zigzag), así como el lunar en el reverso del ala posterior plateado. La hembra tiene dos marcas negras y unas alas más redondeadas que las del macho. Y las orugas son negras de puntos blancos con espinas negras o amarillas en su espalda.
Como otras especies de bolorias, los machos tienen unas glándulas con aromas especiales en sus alas para ser reconocidos por las hembras de su misma especie, y así encontrar la pareja ideal para ellos.

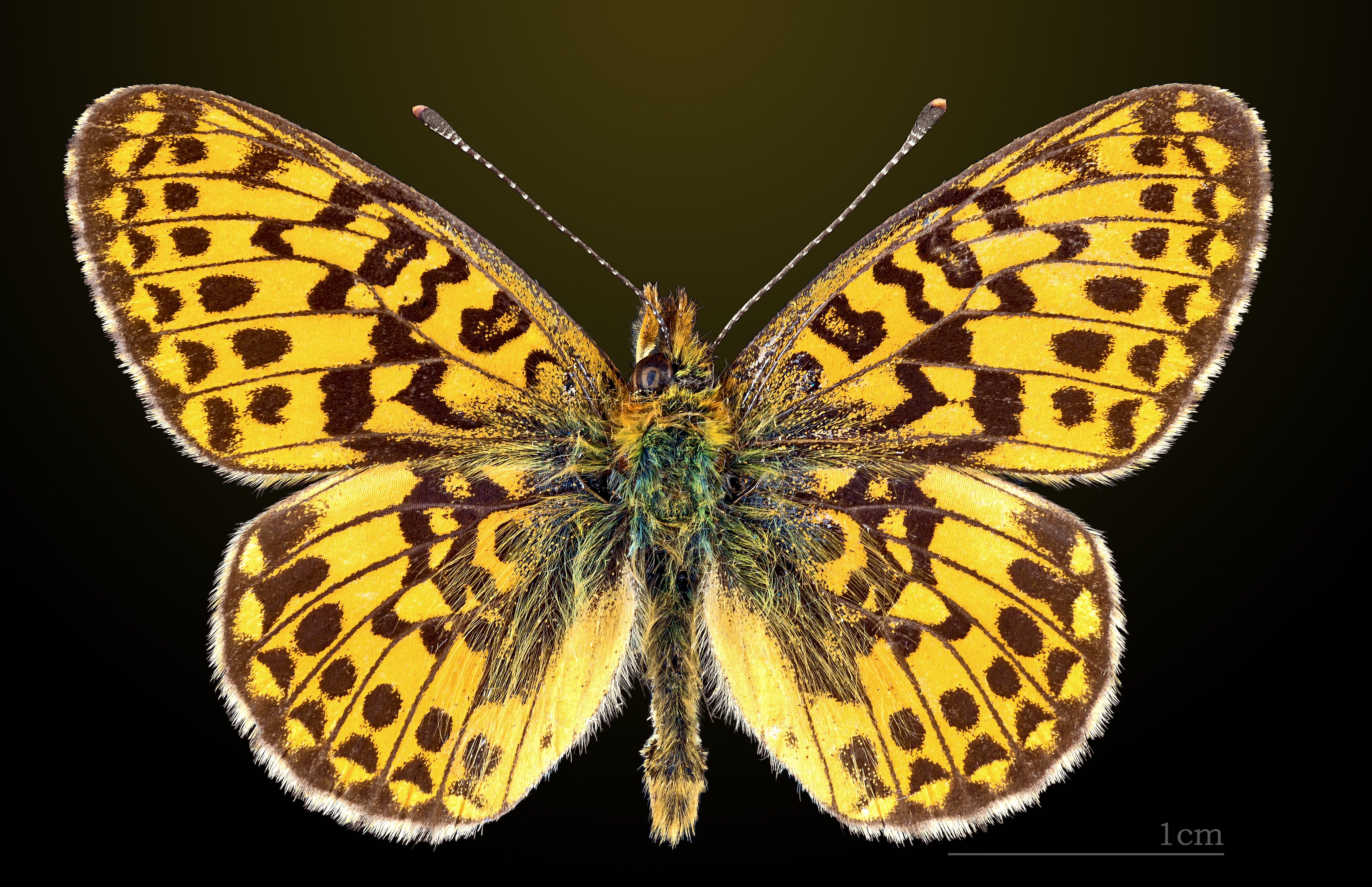
Doncella cobriza (dorsal)
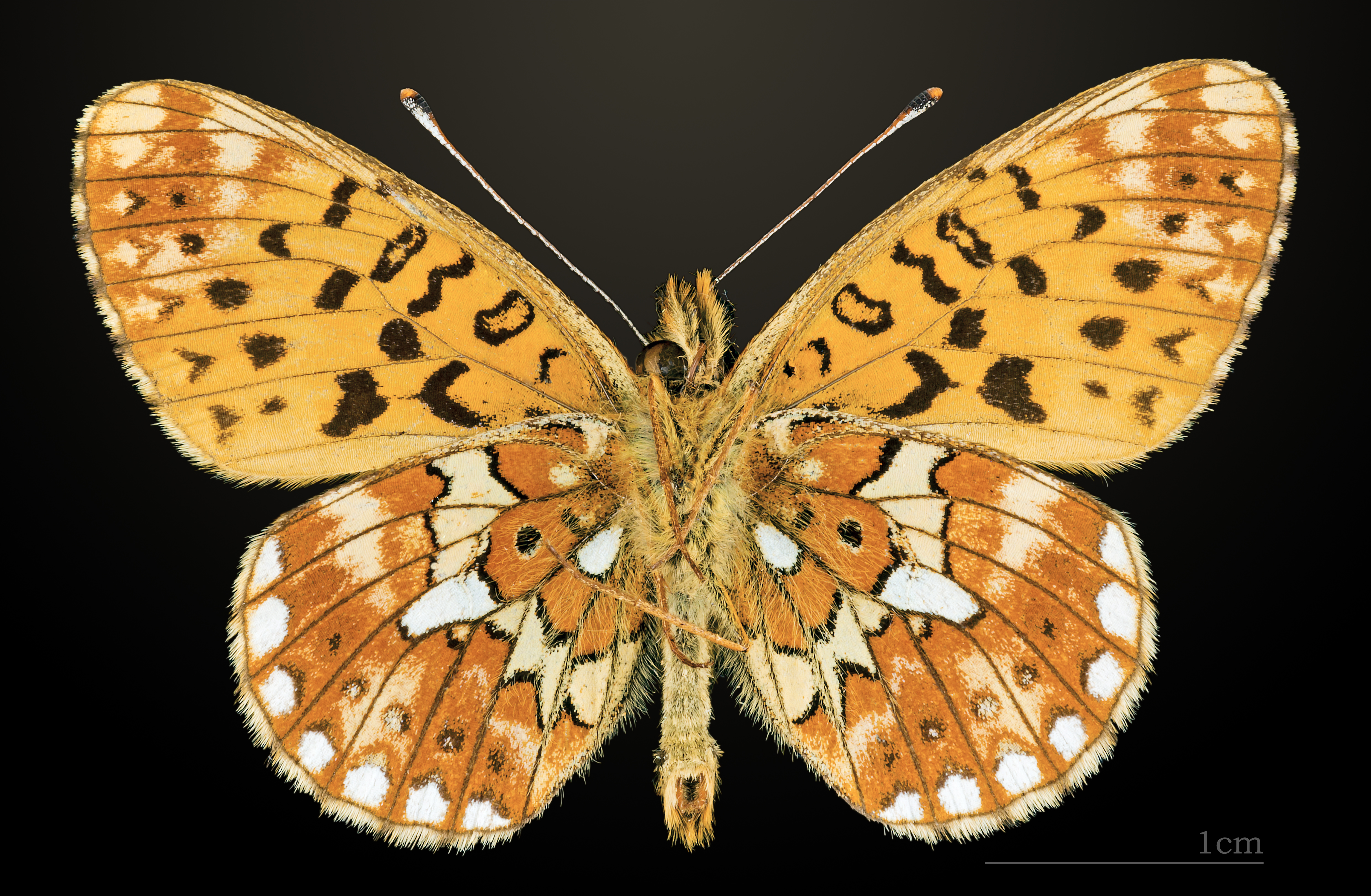
Doncella cobriza (ventral)

## Distribución
Extendida por Europa, desde Escandinava hasta el norte de España, desde el este de Irlanda hasta Rusia y Asia. En Inglaterra y Gales, junto con otros diez países, se ha disminuido rápidamente la población y aumentado el grado de amenaza de la especie. Dentro de la península ibérica la podemos encontrar solo en el norte, aunque en Asturias es poco común, la podemos encontrar más en poblaciones aisladas cercanas a la cordillera Cantábrica y zonas de la provincia de Huesca, sobre todo cerca de los Pirineos.

## Hábitat y ecología
Zonas de claros de bosques caducifolios y coníferas, así como matorrales bien drenados y luminosos, y plantas nutricias en zonas esparcidas donde es abundante la biomasa muerta, alcanza los 1.800 m s. n. m. La oruga se ve asociada a plantas del género Viola, Vaccinium y Primula, de las cuales se alimenta. Pone sus huevos individualmente sobre helechos muertos (Pteridium aquilinum) y algunas violetas (Viola canina y Viola palustris); pueden ser encontrados desde mayo hasta finales de junio, son amarillo pálido y eclosionan pasados los diez a catorce días.

## Hibernación y ciclo de vida
Una generación vuela al norte de Europa y a elevadas altitudes al sur, entre finales de abril y junio; en el resto puede ser bivoltina (dos veces al año) con la primera generación entre abril y junio y la segunda entre julio e inicios de septiembre. Hiberna como oruga en estadios intermedios, envuelta en una hoja muerta, por lo general.
La oruga emerge y comienza a alimentarse enseguida, mudará tres veces en las primeras cinco o seis semanas. Cada oruga hibernará posteriormente en una cubierta protectora hecha de una hoja en la base de la planta (generalmente al final de julio). Al despertar, en marzo del año siguiente, tendrán la mitad del tamaño que en su hibernación. Pasado un periodo de crecimiento y alimentación, en el cual se encoge una vez más, la oruga está lista para la pupa. La crisálida es grisácea y permanece sobre la planta nutricia hasta el final del periodo, entre diez y catorce días.